# 鈴木達也 (バスケットボール)
鈴木 達也（すずき たつや、1991年3月30日 - ）は、東京都出身のバスケットボール選手である。ポジションはポイントガード。大阪エヴェッサ所属。

## 来歴
若葉バスケットボールサークル、立川第五中学校、保善高校、拓殖大学を卒業。
2013年6月にbjリーグドラフト会議でバンビシャス奈良より指名を受け、7月に入団。ルーキーシーズンよりチームの中心選手となり、レギュラーシーズン全52試合に先発出場。1試合平均34.6分出場でリーグ4位の5.6アシストを記録。
2014-15シーズン、10月第2週の大阪エヴェッサ戦の活躍で週間MVPを受賞。49試合に出場、1試合平均7本のアシストを記録してアシスト数ランキング1位となる。
2016-17シーズンより、B.LEAGUE1部のB1に参戦する三遠ネオフェニックスへ移籍。2016.12 日本代表候補重点強化選手、および第1回-3回重点強化合宿メンバー。
2017Bリーグオールスター出場
2018Bリーグオールスター出場

## 成績
| シーズン | チーム | GP | GS | MPG  | FG%  | 3P%  | FT%  | RPG | APG | SPG | BPG | TO  | PPG |
| -------- | ------ | -- | -- | ---- | ---- | ---- | ---- | --- | --- | --- | --- | --- | --- |
| bj 13-14 | 奈良   | 52 | 52 | 34.6 | 36.2 | 32.2 | 68.0 | 2.9 | 5.6 | 1.6 | 0.0 | 2.5 | 8.2 |
| bj 14-15 | 奈良   | 49 | 49 | 36.5 | 34.3 | 28.1 | 62.9 | 3.6 | 7.0 | 1.4 | 0.2 | 3.5 | 9.7 |
| bj 15-16 | 奈良   | 48 | 46 | 32.7 | 44.2 | 34.0 | 71.1 | 3.6 | 6.6 | 1.7 | 0.1 | 2.2 | 8.8 |
| B1 16-17 | 三遠   | 60 | 60 | 28.8 | 36.7 | 35.6 | 74.3 | 2.6 | 3.9 | 0.8 | 0.1 | 1.2 | 6.1 |